# テリピヌ
テリピヌとは
- 1．ヒッタイト神話に登場する、フルリ系の農耕神（テリピヌ (神)（英語版））。あるとき腹を立てて隠れてしまい、作物が実らなくなってしまった。天候神タルフント（英語版）（フルリ語名「テシュプ（英語版）」で知られる）に文句を言われた母神ハンナハンナ（英語版）は、彼を探しに蜂を遣わした。テリピヌを見つけた蜂はその手を刺し目に蜜を塗りつけた。ますます怒ったテリピヌは世界を破壊しようとしたが、魔術の女神カムルセパ（英語版）が彼の怒りを地獄の門番にぶつけさせてテリピヌを鎮めたという。

- 2．紀元前1500年頃のヒッタイト古王国時代の大王。以下に述べる。

テリピヌ（Telipinu, 紀元前1500年前後）は、ヒッタイト古王国時代の大王。王位継承の原則などを定めたテリピヌ法典を作った大王として知られる。

## 事績

### テリピヌ法典
テリピヌは大王アンムナの息子である。アンムナの死後、兄弟のティッティとハンティリは王位をめぐる争いに巻き込まれ、家族もろとも護衛隊長ズルとその息子タフルワイリによって殺された。その後王に即位したのはおそらくその暗殺を教唆した貴族のフッツィヤ1世だったが、テリピヌはフッツィヤの妹イシュタパリヤの婿だったために殺されずに済んだ。むしろフッツィヤはテリピヌと義兄弟であることを根拠に王位相続権を主張したのだが、テリピヌが邪魔になった。テリピヌはフッツィヤによる暗殺計画を聞くや、機先を制してフッツィヤを退位させ、自ら大王に即位した。
即位したテリピヌは、家族を殺した者たちを寛大に扱った。フッツィヤとその5人の兄弟はテリピヌにより追放されたものの、彼らに危害を加えないよう布告を出した。タヌワという男が布告に背いて彼らを皆殺しにしてしまったが、テリピヌの兄弟たちを殺した「金の槍持ち」タフルワイリやタルスフの場合と同様、いったん死刑を宣告した後に恩赦した。続く時期に彼の妻と息子アンムナが死んだが、これも殺害されたと思われる。こうした王位をめぐる悲劇を繰り返させないため、テリピヌは王位継承の原則などを定めたテリピヌ法典を制定した。
この法典はヒッタイト帝国の滅亡まで受け継がれることになる。それまで王位継承は摂政の推薦でパンク（貴族による評議会）の承認を得て決められていたが、この法典では正妻の息子、側室の息子、女婿といった序列による血統原理に基づく継承原則が定められ、王と王位継承者はパンクの監視と輔弼を受けることになっていた。身分の低い母親から生まれた王子に継承権は与えられず、また長子相続ではなく同等の身分を持つ王子の中から王自身が後継者を選ぶとされた。この法典で国王は絶対権力者ではないのが特色である。また復仇や係累同罪を否定し、死刑を避ける傾向など、この時代としては特色あるものとなっている。

### その他の事績
そのほかテリピヌはフルリ人と戦ってカルケミシュの北側を征服し、シリアへの途次にあたる南の隣国キズワトナへの遠征を行った。テリピヌはその王イシュプタフシュと同盟条約を結んだが、これは現存するヒッタイト最古の同盟条約である。ただし条文は部分的にしか残っていない。ハッシュワ、ラワツァンティヤ、ツィッツィリッパなどの都市もヒッタイトの影響下に入った。彼の即位時には先祖のハットゥシリ1世やムルシリ1世による遠征で得られた地はほとんど失われていたが、一部を回復することが出来た。
テリピヌの晩年はよく分かっていない。後継者に指名したのは娘婿のアルワムナだったが、実際に即位したのはタフルワイリだったといわれる。後者は上記の「金の槍持ち」タフルワイリと同一人物と思われ、アルワムナはタフルワイリを倒した後に即位できたとみられる。結局テリピヌの後も王位をめぐる争いは止まなかったのである。テリピヌののち、混乱状態になるためか文字史料はきわめて乏しくなる。ヒッタイト史を古王国・新王国と二分する時代区分法と、古・中・新の三期に分ける時代区分法があるが、三期区分の場合は割合事績のはっきりしているテリピヌを以って古王国時代最後の王としている。